# Глотовка (Уляновска област)
Глотовка (на руски: Глотовка) е селище от градски тип в Русия, разположено в Инзенски район, Уляновска област. Населението му към 1 януари 2018 година е 1989 души.